# Вуадиль
Вуадиль (узб. Vodil / Водил) — городской посёлок (до 2009 года — село), административный центр Ферганского района Ферганской области Узбекистана.

## География
Расположен на берегу реки Шахимардан. Ближайшая железнодорожная станция — Фергана, находящаяся в 25 км от посёлка.

## Население
По переписи населения в 1989 году в селе проживало 17 551 человек. Население, в основном, занимается земледелием и скотоводством.